# Vicente Guerrero (Durango)

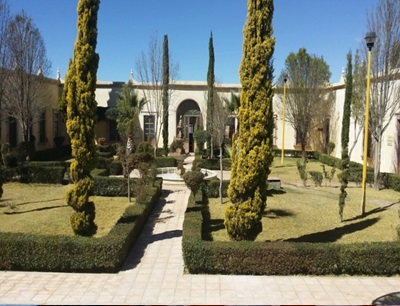
Casa de la cultura em Vicente Guerrero

Vicente Guerrero (Durango) é um município do estado de Durango, no México.